# 1340
- Wikisource

| Calendário gregoriano                                                        | 1340 MCCCXL                                          |
| Ab urbe condita                                                              | 2093                                                 |
| Calendário arménio                                                           | 789 – 790                                            |
| Calendário bahá'í                                                            | -504 – -503                                          |
| Calendário budista                                                           | 1884                                                 |
| Calendário chinês                                                            | 4036 – 4037 Início a 29 de janeiro (aproximadamente) |
| Calendário copta                                                             | 1056 – 1057                                          |
| Calendário etíope                                                            | 1332 – 1333                                          |
| Calendários hindus - Vikram Samvat - Calendário nacional indiano - Cáli Iuga | 1395 – 1396 1261 – 1262 4440 – 4441                  |
| Calendário Holoceno                                                          | 11340                                                |
| Calendário islâmico                                                          | 740 – 741                                            |
| Calendário judaico                                                           | 5100 – 5101                                          |
| Calendário persa                                                             | 718 – 719                                            |
| Calendário rúnico                                                            | 1590                                                 |
| Calendário solar tailandês                                                   | 1883                                                 |

1340 (MCCCXL, na numeração romana) foi um ano bissexto do Calendário Juliano, da Era de Cristo, e as suas letras dominicais foram  B e A (52 semanas), teve início a um sábado e terminou a um domingo.
| Ano completo                      |
| --------------------------------- |
| Ano bissexto com início ao sábado |

## Eventos
- 30 de Outubro - Reconquista - Batalha do Salado.
- Guerra dos Cem Anos - Batalha de L'Écluse.
- 1340-1375- Valdemar IV, rei da Dinamarca.

## Nascimentos
- 24 de Junho - João de Gant, Duque de Lancaster.
- 30 de Novembro - João, Duque de Berry.
- Geert Groote (m. 1382).
- Geoffrey Chaucer, escritor, poeta e diplomata inglês (m. 1400).
- Claus Sluter (m. 1406).
- Afonso Lourenço de Valadares, Senhor da Casa Solar de Tangil.
- D. Gonçalo da Costa, Cavaleiro medieval português, Rico-Homem Senhor da Quinta da Costa em Mancelos.
- Abraão Ben Chasdai Hallevi, rabino espanhol.
- Gonçalo Anes de Abreu, foi alcaide-mor de Alter do Chão e Senhor de Castelo de Vide.
- D. João Rodrigues Pereira, cavaleiro medieval do português e senhor do Castelo de Paiva, de Baltar e de Cabeceiras de Basto.